# Диаби, Мамадуба
Мамадуба Диаби (фр. Mamadouba Diaby; Пустой шаблон {{ВД-Преамбула}} ) — гвинейский и ивуарийский футболист, защитник шведского «Дегерфорса».

## Клубная карьера
Выступал за гвинейский «Калум». В 2017 году перешёл в шведскую «Эскильстунау Сити». По итогам сезона команда вылетела в дивизион ниже и Диаби вместе с несколькими другими игроками перешёл в «АФК Эскильстуна». Затем выступал в различных лигах за  «Ассириска Фёренинген», «Ханинге», «Хаммарбю Таланг» и «Нордик Юнайтед».
В январе 2024 года стал игроком «Дегерфорса», с которым подписал контракт на три года. Вместе с клубом по итогам сезона занял первое место в турнирной таблице Суперэттана и вышел в Алльсвенскан. 30 марта 2025 года в матче с «Хальмстадом» дебютировал в чемпионате Швеции, появившись на поле в стартовом составе.

## Карьера в сборной
В 2017 году в составе молодёжной сборной Гвинеи принимал участие в Кубке африканских наций. На турнире принял участие в четырёх встречах, сборная заняла третье место и квалифицировалась на чемпионат мира. На мировом первенстве Диаби сыграл в трёх встречах группового этапа.

## Достижения
Гвинея (до 20 лет)
- Бронзовый призёр Кубка африканских наций: 2017

Дегерфорс
- Победитель Суперэттана: 2024